# Біметалева монета

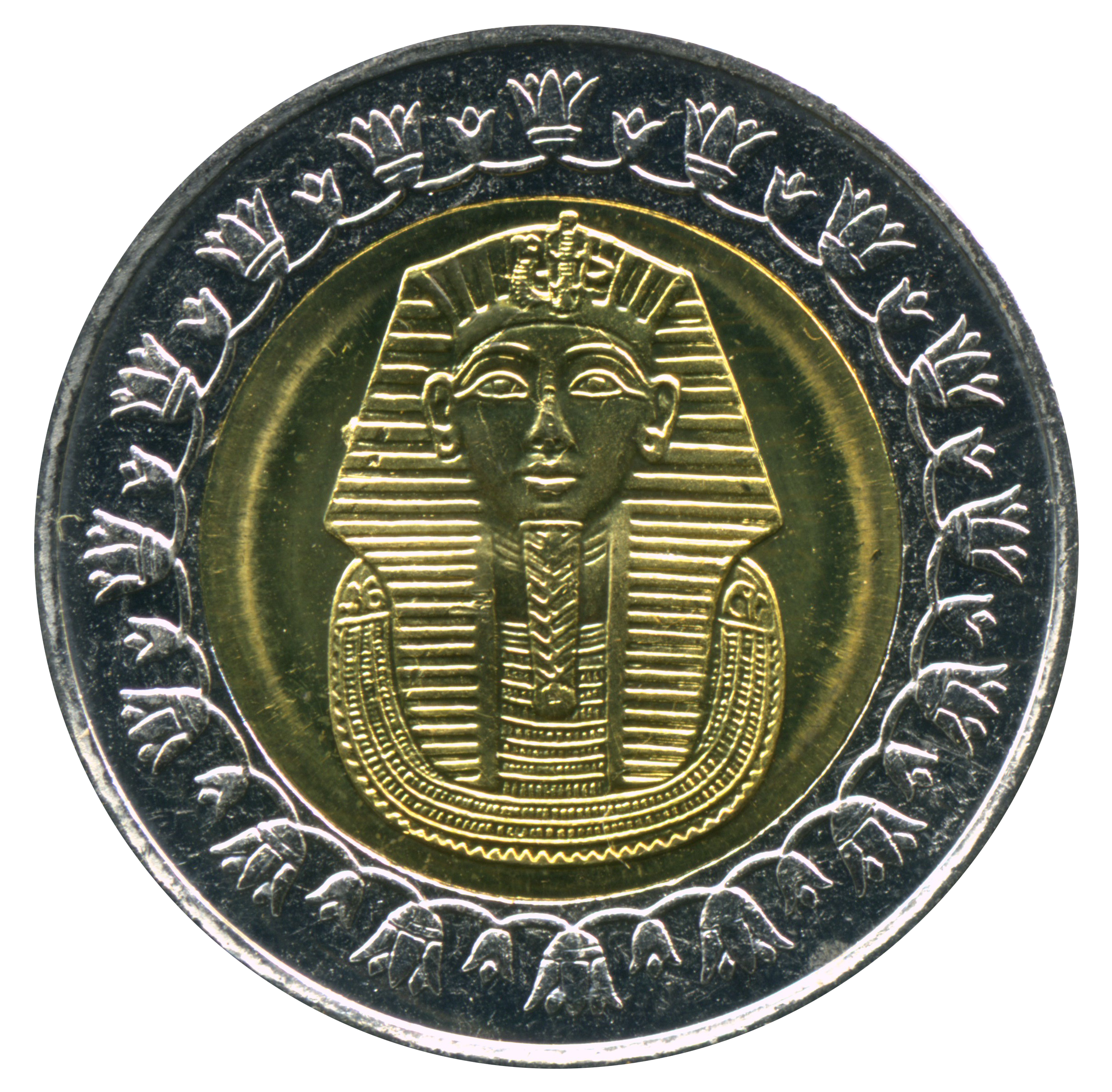
1 єгипетський фунт (аверс)

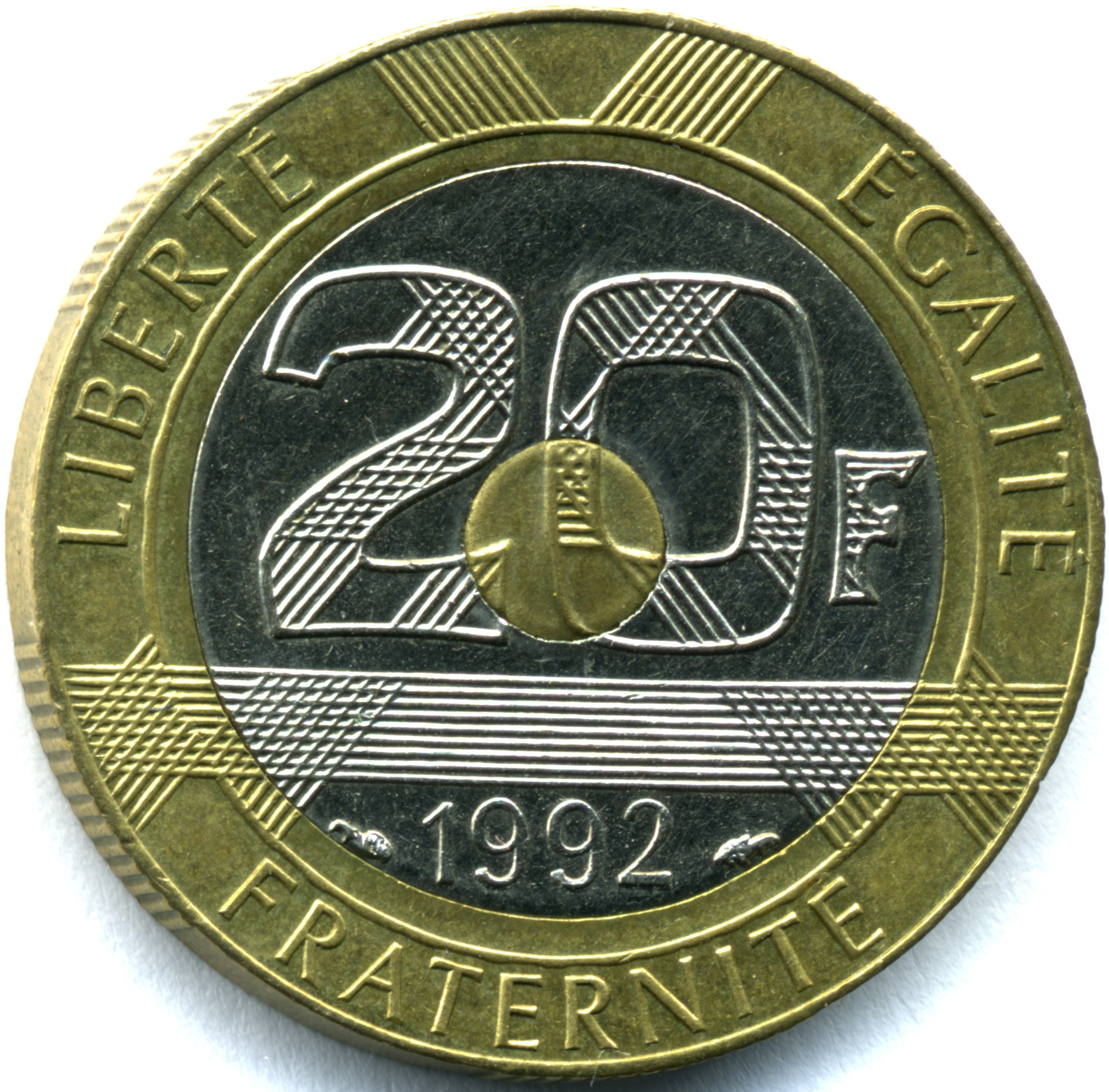
20 франків Франції 1992 року

Біметалева монета (англ. bi-metallic coin) — монета виготолена з двох різних металів або сплавів. В основному
центральна частина робиться з одного металу, а зовнішне кільце — з іншого. Представниками біметалевих обігових монет у наш час є: 1 євро, 2 євро, 1 єгипетський фунт. В Україні серед колекційних монет біметалевими є більшість з серії «Області України», 100 років Київському науково-дослідному інституту судових експертиз, Міжнародний рік лісів.
Існують також триметалеві монети, першою з яких були 20 франків Франції 1992 року.

## Історія
Біметалеві монети випускаються вже протягом значного часу, відомі монети XVII- сторіччя. Також у Римській Імперії були великі
медальйони з центром з бронзи або міді та зовнішнім кільцем з оріхалку.

## Карта

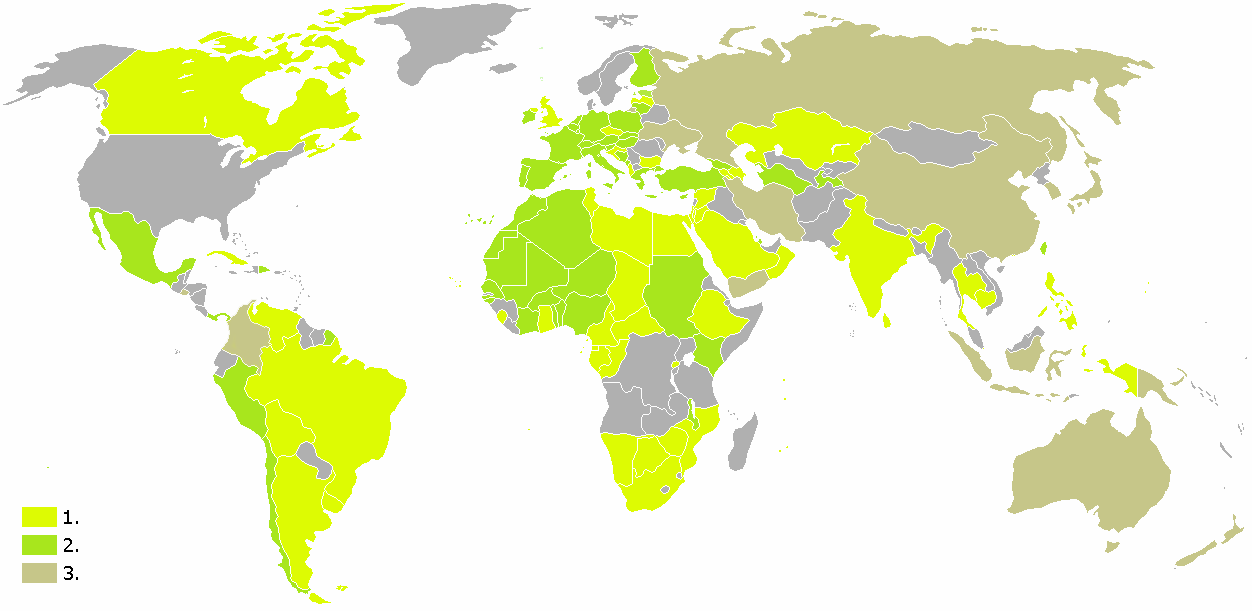
1. Країни з однією біметалевою монетою в обігу.
2. Країни з більш ніж однією біметалевою монетою в обігу.
3. Країни, в яких є биметалічні та монометалічні монети одного номиналу. Також відображені країни, в яких биметалічні монети відкарбовані для обігу, але є ювілейними.